# Siciliano indigeno
Siciliano Indigeno là một giống ngựa từ Sicilia, kết quả của việc kết hợp ngựa phương Đông và châu Phi, với sự đóng góp của ngựa Châu Phi là loài ngựa lớn nhất. Ngựa Tây Ban Nha và Norman cũng góp phần vào sự hình thành giống này
Khu vực xuất xứ: Val Demone (Nebrodi) Val di Mazzara (vùng Madonie và Palermo), tỉnh Agrigento, Val di Noto (Syracuse và Ragusa và Iblei Mountains)
Chiều cao tại vai: Ngựa giống: 155–160 cm; ngựa cái: 153–158 cm. Chu vi ngực: Ngựa giống: 178–185 cm, ngựa cái: 175–187 cm Chu vi xương pháo: 18–21 cm
Giống ngựa này được nhân bản rộng rãi với có lẽ 8.000 cá thể còn sống ở Sicily ngày nay. Siciliano Indigeno cũng đang được sử dụng bởi các trung đoàn kỵ binh của lực lượng cảnh sát Carabinieri, vì nó là một con ngựa kỵ binh lý tưởng. Giống ngựa Sicilia này được coi là một trong những con ngựa kỵ binh tốt nhất trong thời kỳ Đại chiến Ý và được ca ngợi trong luận thuyết "Il Cavallarizzo" được Claudio Corte viết năm 1562 một vài năm sau khi kết thúc cuộc chiến tranh vĩ đại của Ý. Hiệp hội chăn nuôi Ý đã tuyên bố rằng chỉ những con ngựa sinh ra ở Sicily mới được xem xét đăng ký là “Siciliano Indigeno”. Chính sách này hầu như đảm bảo rằng con ngựa sẽ không trở thành giống ngựa quốc tế hoặc thậm chí quốc gia, vì nó sẽ không thể sinh sản bên ngoài Sicily. Điều này được những người ngưỡng mộ giống ngựa này nhận thức là một quyết định không may, bởi vì các cá thể giống này được coi là đẹp và hữu ích.